# Max Stavenhagen
Max Conrad Stavenhagen (* 8. September 1873 in Hamburg; † 22. Dezember 1949 in Baden-Baden) war ein deutscher Offizier, Politiker der DNVP und Hamburger Senator.

## Leben
Stavenhagen wuchs in Hamburg auf und besuchte erfolgreich das Gymnasium. Er trat 1893 in das Großherzoglich Mecklenburgische Füsilier-Regiment „Kaiser Wilhelm“ Nr. 90 in Rostock ein, um Offizier zu werden. 1897 wurde er dort Regimentsadjutant. Nachdem er einige Zeit in Annaburg Unteroffiziere ausgebildet hatte, besuchte er von 1905 bis 1908 erfolgreich die Preußische Kriegsakademie. Anschließend wurde er zum Infanterie-Regiment „Lübeck“ (3. Hanseatisches) Nr. 162 in Lübeck versetzt. Mit diesem zog er 1914 in den Ersten Weltkrieg. Nach der Schlacht von Noyon wurde er, wie die anderen Kompaniechefs, im Oktober 1914 als Bataillonskommandeur versetzt. Er kam zum RIR 90. Nach einer schweren Verwundung 1915 kehrte Stavenhagen 1916, inzwischen zum Major befördert, an die Front zurück und wurde 1917 Kommandeur der Maschinengewehrscharfschützenabteilung (Nr. 64). Nach Ende des Krieges im Winter 1918 schied Stavenhagen aus dem Militärdienst aus und wurde Chefredakteur der Lübeckischen Anzeigen in Lübeck. 1922 wechselte er nach Hamburg, wurde als Kaufmann tätig und gründete die Firma M. C. Stavenhagen & Co.
Stavenhagen trat 1919 in die DNVP ein und wurde 1930 Vorsitzender des Hamburger Landesverbandes. Der Hamburgischen Bürgerschaft gehörte Stavenhagen als Fraktionsführer der DNVP von 1931 bis 1933 an. Seit September 1931 gab es keine regierungsfähigen Mehrheiten in der Hamburger Bürgerschaft, der alte Senat regierte einzig, um die Geschäfte fort zu führen. In dieser Situation ging Stavenhagen 1933 eine Koalition unter Führung der NSDAP ein. Er konnte zwei Senatorenposten für die DNVP durchsetzen, und zwar für sich selbst und den von der NSDAP wenig geliebten Carl Julius Witt.
Am 8. März 1933 wurde Stavenhagen in den Hamburger Senat unter Carl Vincent Krogmann gewählt, in einer Sitzung, bei der die gewählten Bürgerschaftsmitglieder der KPD schon nicht mehr erscheinen konnten. Stavenhagen war für das Bauressort zuständig, wurde aber bereits am 18. Mai 1933 auf Initiative des am 16. Mai 1933 ernannten Reichstatthalters Karl Kaufmann wieder aus dem Senat entlassen.
Am 10. Juni 1933 wurde er, zum Dank für seine Dienste bei der Machtübernahme der Nationalsozialisten, insbesondere dafür, dass er eine Koalition eingegangen war, mit dem lukrativen Posten des ersten Geschäftsführers der staatseigenen Hamburger Wasserwerke belohnt. Diese Position hatte er bis zu seinem Ausscheiden aus Altersgründen am 31. Mai 1938 inne.